# بوبول فو

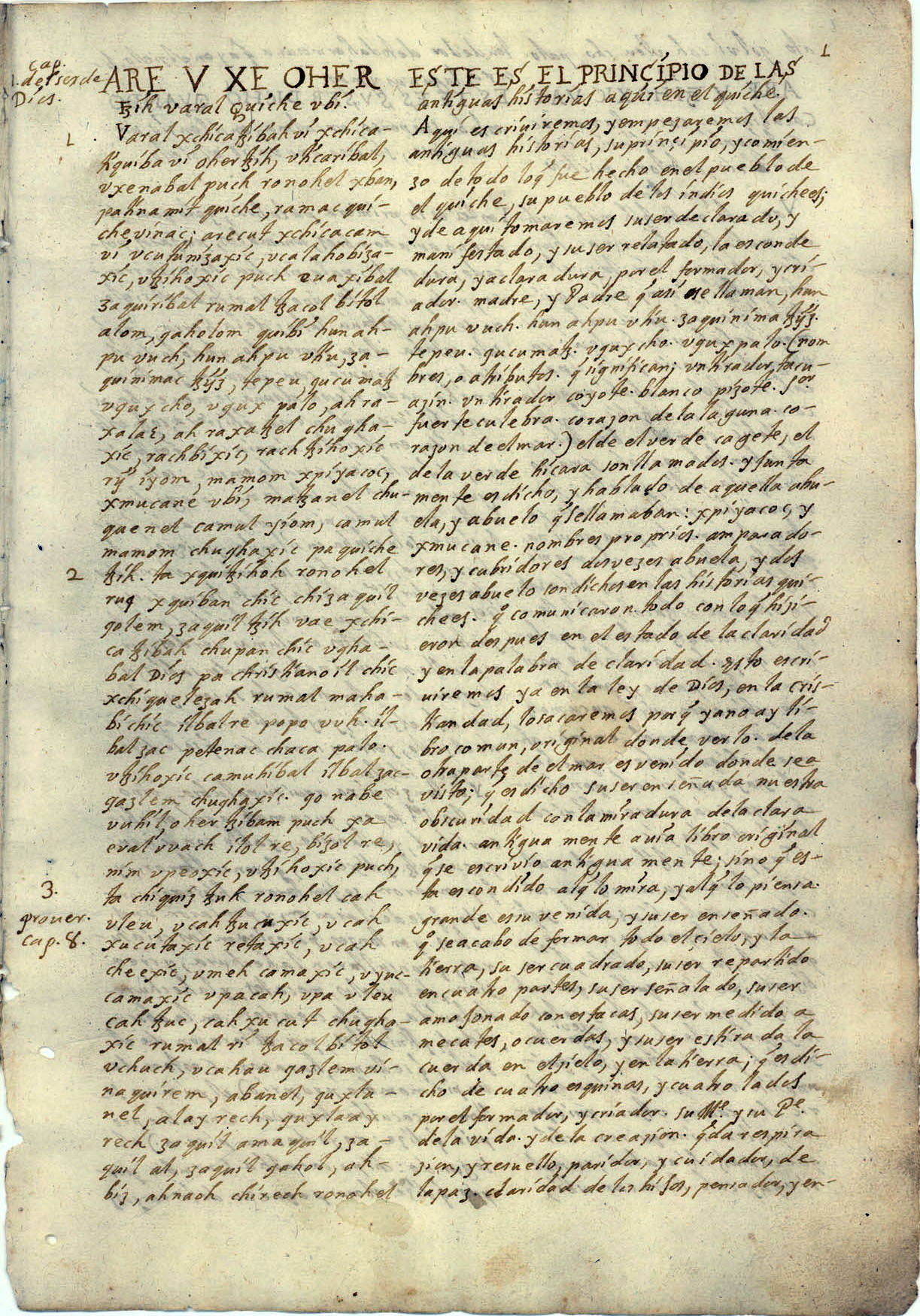
الصفحة الأولى من المخطوطة المترجمة للراهب فراي فرانسيسكو خيمينيس.

البوبول فو بلغة الكيتشي Popol Wuj: كتاب النصيحة أو كتاب المجتمع المحلي POPOL تعني اجتماع أو مجتمع أو دار مشتركة أو مجلس أو نصيحة أو ما يشابها؛ وWUJ تعني كتاب. وهي مجموعة من القصص الأسطورية والتاريخية لشعب الكيتشي؛ الشعب الجواتيمالي للمايا الذي يمثل أكبر كثافة سكانية. يعد الكتاب ذو قيمة تاريخية وروحية عظيمة، سُمي عن طريق الخطأ، الكتاب المقدس لشعب المايا الكيتشي. وتم تكوين الكتاب من سلسلة من القصص التي تتناول شرح أصل العالم والحضارة ومختلف الظواهر التي تحدث في العالم.

## تاريخ البوبول فو
وضعت نظرية مفاداها أن أول نسخة من البوبول فو كانت عملًا كُتب حوالي سنة 1550 بواسطة شخص من السكان الأصليين وهو مجهول الهوية، بعد تعلم الكتابة بالحروف اللاتينية، حيث تم تداوله شفهيا عن طريق رجل عجوز؛ إلا أن هذا المؤلف الافتراضي لم يكشف أبدًا عن مصدر عمله المكتوب وبدلا من ذلك فهو يدعو القارئ لاعتقاد ما يريد بداية من الصفحة اليمنى الأولى.
يؤكد فراي فرانسيسكو خيمينيس، أول مترجم للكتاب، ويقول: " لو أن هناك نسخة مكتوبة من هذا القبيل، فإنها قد ظلت مخفية حتى الفترة من 1701 حتى 1703 "، عندما وصل خيمينيس ليكون قسيسا لكنيسة القديس توماس في مقاطعة جواتيمالا. نسخ فراي فرانسيسكو خيمينيس النص وترجمه في أعمدة متوازية من لغة الكيتشي واللغة الإسبانية. لاحقا قام بعمل نسخة أخرى نثرية والتي تحتل الفصول الأربعون الأولى منها تاريخ مقاطعة القديس فيسينتى دى شيابا وجواتيمالا والتي بدأ في كتابتها سنة 1715. وظلت الأعمال الخاصة بخيمينيس محفوظة في دير سانت دومينجو حتى عام 1830، عندما تمت ترجمتهم بواسطة أكاديمية العلوم بجواتيمالا. في عام 1845 عُثِر على تلك الأعمال بواسطة النمساوي كارل شيرتسر، الذي قام بنشر المنحوتة الأولى الخاصة بخيمينيس عام 1857 في فيينا تحت عنوان بدائي ألا وهو  قصص الهنود في هذه المقاطعة بجواتيمالا.
قام الكاهن الفرنسي تشارلز اتينى براسيور دى بوربورج بسرقة النص الأصلي من الجامعة وأحضره إلى أوروبا وترجمه إلى الفرنسية. وفي عام 1861 قام بنشر نسخة تحت عنوان POPOL VUH (بوبول فو)، حيث كان هو من قام بصياغة الاسم POPOL VUH.
توفي براسيور عام 1874 وترك مجموعته لتلميذه ألفونس بينارت، هذا الأخير لم يظهر أهمية كبيرة لمنطقة أمريكا الوسطى وقام ببيع مجموعة معلمه في عام 1883 لجمع الأموال في سبيل دراسات أخرى. المخطوطة الأصلية لخيمينيس تم شرائها بواسطة هاوٍ الجمع ورجل الأعمال ادوراد ايير، الذي أقام في شيكاغو الولايات المتحدة الأمريكية كعضو في مجلس إدارة مكتبة خاصة، وقد قرر التبرع بمجموعته المكونة من سبع عشرة ألف قطعة إلى مكتبة نيوبييرى، حيث استمرت عملية التبرع مند عام 1897 حتى 1911. وبعد مرور ثلاثة عقود، وجد السفير الجواتيمالي أدريان ريسينوس المخطوطة في المكتبة ونشر أول إصدار حديث لها سنة 1947.
أما اليوم فهناك نسخة طبق الأصل للمخطوطة على شبكات الإنترنت بفضل تعاون كلا من مكتبة نيوبييرى والمكتبة الخاصة بجامعة ولاية أوهايو، تحت إشراف البروفيسور كارلوس لوبيز. النسخة يمكن الوصول اليها عن طريق الموقع الإلكترونيarchivos del popol wuj y las culturas mayas والذي يحتوي أيضًا على وثائق ومواد متعلقة بالمخطوطة.
تأسست بلدة سانتا كروز ديل كيتشي من قبل الإسبان لتحل محل كومار كاج العاصمة السابقة لمملكة الكيتشي، وتمت الإشارة لخوان دى روخاس وخوان كورتيس في الكتاب الأخير كأحد أفراد الجيل الملكي للكيتشي.

## أصالة البوبول فو كنص ينتمي لشعب المايا
سعى بعض علماء الآثار في العثور على قصص البوبول فو في الكتابة القديمة للمايا في فترة ما قبل الإسبان. يقول أخرون أن البوبول فو تمت كتابته بحروف لاتينية على أساس التقاليد الشفوية في القرنين السادس عشر والسابع عشر، فنص خيمينيس يأتي بالتأكيد من الحقبة الاستعمارية.
شكك بعض العلماء مثل رينيه أكونيا في المحتوى الذي يعكسه البوبول فو على أنه ينتمي للمايا؛ لأنه ينص على أن الكتاب ذات تصميم وتنفيد يتلائم مع المفاهيم الغربية، كما أن الوحدة التكوينية للكتاب تؤدى إلى افتراض مفاده أنه مجرد تجميع لقصص قديمة ولا يبدو أنه من صنع شخص عفوي من السكان الأصليين يؤرخ تاريخ أمته. يجب أيضًا الأخذ في الأعتبار أن الكتاب تم استخدامه في العملية التبشيرية لدعوة السكان الأصليين في هذا الوقت.
لدعم هذه النظرية التي تقوم على ارتكاب خمينيس لبعض الأخطاء الكتابية التي قام بها عند نقل النص والذي يكشف عن جهله بلغة الكيتشي، يؤكد أكونيا بشكل قاطع ويقول: «إذا كان إخلاص خيمينيس في نقل وترجمة النص هو المعيار لإثبات أصالة النص الكيتشي، إذا هو على الفور معيار كاذب». لأنه وبتفصيل كل المغالطات التي قام بها خيمنيس يمكن تبرير عمل أدبى صفحاته لا يمكن إحصائها حيث إننا في هذه الحالة لا يمكن اعتبار أن هذه دراسة مفصلة للترجمة التي قام بها خمينيس للبوبول فو، ويضيف رينيه قائلا: «لابد لي من اقتصار القول على أن هذه الترجمة غير متكافئه وغير مخلصة وقد فشل الراهب في ترجمة نسبة كبيرة من النص. ويستند تقييمى على تحليل شامل قمت به على أول 1180 سطر من البوبول فو لأثنين من الإصدارات الإسبانية  لفراي فرانسيسكو. ولكن نيتي ليست موجهة إلى تشويه سمعة الاختصاص اللغوى لهذا الرجل الدينى، ولكن لإظهار أن مع العلم المحدود للغة الكيتشي الذي أمتلكه فرانسيسكو، فمن الطبيعى وجود شوائب في النسخة الخاصة به».
عن طريق التشكيك في قدرة خيمينيس في التعامل مع لغة المايا يتولد لدينا شك منطقى في أصل البوبول فو كنص ينتمي لشعب المايا. ومع ذلك فإن هذه هي النسخة الموجودة حاليا؛ ومن هذا المنطلق فقد توصل أحد النقاد لنظرية تقول أنه لا يمكن بشكل كاف تحديد مدى تفاعل خيمينيس مع النص الأصلي بدون مناقشة ما قد تم تشكيله في النص من قبل السكان الأصليين، على الأقل، يمكن تحديد بعض الأفكار الواردة في الصفحة اليمنى الأولى على أنها لا تنتمى للسكان الأصليين بشكل كامل.
قد يشكك البعض في وجود كتاب أصلى منشأ مسبقا في فترة ما قبل الإسبان، الذي من شأنه أن يؤدٍ إلى النتيجة المنطقية التي تقول انه تمت كتابته استنادا إلى التقليد الشفهي. كما أن القرب الشديد بين البوبول فو وسفر التكوين من الكتاب المقدس يشير إلى انه كتبه راهب، وأيضا بظهور الأجيال التي يمتد وجودها حتى فترة الأستعمار تنفي تماما أن النص الأصلي الذي ترجمه خيمينيس ينتمي إلى فترة ما قبل الإسبان.

## محتوى البوبول فو
يغطي البوبول فو مجموعة متنوعة من المواضيع بما في ذلك الخلق والنسب والتاريخ وعلم الكونيات. ولا يوجد تقسيمات للكتاب في المحتوى الوارد بمكتبة نيوبييرى، لكن بصفة عامة اعتمدت الطبعات الشعبية على التنظيم الذي عرضه براسير دى بوربورج في عام 1861 من أجل تسهيل الدراسات المقارنة.
يوضح الكاتب الجواتيمالي أدريان ريسينوس قائلا: لا تنقسم المخطوطة الأصلية إلى أجزاء أو فصول، فالنص يسير بدون مقاطعة منذ البداية وحتى النهاية. في هذه النسخة المترجمة نجد التقسيم الذي وضعه براسير حيث قسم الكتاب إلى 4 أجزاء وكل جزء إلى عدة فصول؛ لأن التقسيم يبدو منطقيا من حيث الموضوع والمغزى من العمل. كما تبدو النسخة الخاصة والمعروفة للكاهن الفرنسي سوف تسهل عمل القراء الذين يرغبون في إجراء دراسة مقارنة لترجمات مختلفة من البوبول فو.

### قصة بداية الخلق[17]
1. خلق الألهه للعالم والوديان والجبال.
2. خلق الحيوانات ولكن نظرا لانها لا تمدح الألهه فقد حكموا عليهم بأكل بعضهم بعضا.
3. خلق الألهه للبشر من الطين، ولكن كان يعيبهم الهشاشة فقد كانت محاولة فاشلة وغير مستقرة.
4. الألهه تخلق أول سلسلة بشر من الخشب، لكنهم غير كاملين وخاليين من المشاعر.[18]
5. تدمير أول مجموعة من البشر أما الباقى فقد تحول إلى قرود.
6. الأخوين الأبطال هونابو وأتشبلانكي يحاولان قتل الإله المتغطرس فوكوب كاكيتش ولكنهما يفشلا.
7. ينجح الأخوان في قتل فوكوب كاكيتش بمساعدة أثنين من العجائز.
8. الأخوان يقتلان زيباكنا وكابركان لينتقما منهما بسبب قتلهم أربعة مائة شاب.

### قصص هونابو وأتشبلانكي[17]
1. أتشبياكوك وأتشموكاني ينجبان اخين.
2. هونهونابو وايتشبيالوا ينجبان التوأم القرود هونباتز وهونشوين.[19]
3. أسياد مدينة تشيبالبا يقتلون الأخوين هونهونابو وفوكوب هونابو ويعلقون رأس الأول على الشجرة.
4. هونهونابو وايتشكيك ينجبان التوأم هونابو وأتشبلانكي.
5. ولادة الأبطال التوأم واقامتهم مع والدتهم وجدتهم، حيث كانوا في منافسة دائمة مع الاخوين هونباتز وهونشوين حيث كانا نصف أشقاء من ناحية الأب فقط.
6. تحول هونباتز وهونشوين إلى قرود.
7. هونابو وأتشبلانكي يستخدمان السحر في قطع الاشجار.
8. فأر يتحدث مع هونابو وأتشبلانكي ويروى لهم قصص أسلافهم.
9. أسياد مدينة تشيبالبا يستدعون التوأم.
10. هونابو وأتشبلانكي ينجوان من محاولة قتل أسياد تشيبالبا لهم.
11. قتل هونابو على يد بعض الخفافيش لكن أخوه يعيد إحيائه مجددا.
12. قتل التوأم وحرقهم ورمى عظامهما في النهر.
13. هونابو وأتشبلانكي يعودان للحياة ويقتلان أسياد تشيبالبا.
14. هونهونابو يعود للحياة مره أخرى بمساعده أبناءه.

### خلق البشر من الذرة[17]
1. خلق أول أربعة من البشر الحقيقيين وهو (بالام كيتسي، بالام أكاب، ماهوكوتا، أكيبالام).
2. خلق أول أربع نسوة.[20]
3. تكوين القبائل التي تتحدث نفس اللغة والتي تسافر إلى منطقة خولان.
4. اللغة الخاصة بالقبائل تختلط وتتفرق.

### انتظار بزوغ الفجر والبقاء في جبل هاكاويتز[17]
1. ظهور فينوس، يلية ظهور الفجر مما يتسبب في فرحة عارمة.
2. الألهة التي تم جلبها بواسطة تولا تتحول إلى حجارة هربا من القزم ساكيكوتشول.
3. رجال الكيتشي الأربعة يظلون مختبئين في الجبال.
4. بأمر من الإله توهيل، الإله الكبير لقبائل الكيتشي، تبدأ عمليات الأختطاف لمواطنى القبائل الأخرى وتقديمهم كقرابين وتضحيات إنسانية لتوهيل.
5. القبائل الأخرى يفيض الكيل بها من تلك الأختطافات، فيقوموا بإرسال أربع شابات جميلات من أجل إغواء الرجال ومن ثم هزمهم، ولكن بدلا من ذلك يتم خداعهم بواسطة أربع عباءات سحرية.
6. القبائل الأخرى ترسل جيشا من أجل هزيمة قبائل الكيتشي الموجوده في الجبال (ولكن قبل أن يصل الجيش اليهم وقعوا في مكيدة دبرها لهم توهيل، والرجال الأربعة المنتمين للكيتشي يسرقوا أدوات الجيش الحربية).
7. موت ونصائح كلا من (بالام كيتسي، بالام أكاب، ماهوكوتا، أكى بالام).
8. بالام كيتسي يترك لذريتة من الكيتشي الحزمة المقدسة والتي ستخدمهم رمزًا لقوته فيما بعد.

### قصص الهجرات
1. وصول أبناء الآباء الأوائل للكيتشي إلى مدينة تولا، حيث أستلموا رموز السلطة من أيدى ناكسيت وعند عودتهم تم استقبالهم بإشارات الفرح.
2. بدأ رحلة هجرة بحثا عن التل حيث سيستقرون أخيرا ويؤسسوا مدينة خاصة بهم. وفي مدينة تشى كيكز انقسموا إلى عدة مجموعات وأبرز تلك المجموعات هي تشى تشكاك، هوميتايا، كولبا، كاوينال وتشى اتشماتشى.
3. في مدينة تشى أتشماتشى استعرت نيران الحرب الأولى، يقودها الحقد والحسد من قبل مجموعة يوكاب في أيستايول. وأخيرا تم أسر اليوكاب وتحويلهم إلى عبيد.
4. ازدادت قوة شعب الكيتشي مما تسبب في ذعر القبائل الأخرى.
5. تشكيل 3 زعماء رئيسيين لاتحاد الكيتشي وهم: كاويكيب ونيهايب وأهاوكيتشي.

### تأسيس مدينة جوماركا وقائمة الأجيال
1. تم تأسيس مدينة جوماركا حيث يقع مكانها حاليا بالقرب من سانتا كروز ديل كيتشي في القسم الخاص بقبائل الكيتشي.
2. تأسيس 24 منزل كبير منقسمين إلى أهم الوحدات الأجتماعية والسياسية.
3. سرد قصص عن الغزوات التي قام بها كلا من جوكوماتز وكيكاب، والتي تتسم بالطبيعة الخارقة.
4. قامت شعوب الكيتشي بتوسيع أرضهم عن طريق غزو جيرانهم القريب منهم والبعيد أيضا.
5. تم تسميتهم بالبيوت الكبيرة حتى عهد خوان دى روخاس، الذي عاش تحت الحكم الإسباني.

## الشخصيات الرئيسية في القصة

### تيبو وجوكوماتز
هم من الألهه الأوائل والذين يعطون نصائح للألهه الأخرى في رحلتهم لصنع المخلوقات، لأنها لا تعرف كيفية القيام بذلك، فالدافع الإبداعى مصدره هذه الألهه والتي في وقت لاحق عند سرد أحداث القصة سقطت في غياهب النسيان.

### هوراكان – تشيبى كاكولها – راكزا كاكولها
يمكن ترجمتهم حرفيا إلى الثالوث أو المثلث فكما يقول النص، هم الثلاثة يكونون جوهر السماء. لم يكن هؤلاء الثلاثة موجودين منذ البداية، بل أنهم أتوا للتحدث مع تيبو وجوكوماتز وفي أثناء حديثهم تمت عملية الخلق والنشأة، وقد بقوا لفترة مع تيبو وجوكوماتز، وفي وقت لاحق من القصة فإنهم يساعدون هونابو وأتشبلانكي.

### أتشبياكوك – أتشموكاني
يمكن دعوتهم أيضًا جد النهار، جد الصفاء. ووفقا لسام كولوب، فإنهم كانوا مرشدين روحانيين لشعب المايا يعطون نصائح حول خلق البشر من الخشب (وهي المحاولة الفاشلة الثانية للخلق). في وقت لاحق من القصة يظهر كلا من أتشبياكوك وأتشموكاني كأجداد لهونابو وأتشبلانكي وعلى الرغم من أنه لم يتم ذكر ذلك صراحة فقد شاركوا في خداع فوكوب كاكيتش فقد أدعوا أنهم أطباء وحكماء ألا أنهم أيضًا كانوا مخادعين. ورث أحفادهم عنهم صفة الخداع أيضًا ويتجلى دلك في لعبهم الكرة أو في تحويل أخواتهم إلى قرود، فمثلا لا توجد علامات واضحة على امتلاكهم قدرات خارقة هم فقد روحانيون متعبدون ويستخدموا السحر في أفعالهم.

### فوكوب كاكيتش – تشيمالمات
يذكر في القصة أنهم كانوا موجودين قبل بدأ عملية الخلق، قيل أنهم الشمس والقمر، ولكن هذا القول غير أكيد، كان لديهم ثروات طائلة كانت هي مصدر قوتهم الوحيد وما يميزهم فقد كانوا يملكون العيون الفضية والاحجار ذات القيمة العالية والأحجار الكريمة في أجنحتهم. في الحقيقة فإنه غير واضح ما إذا كانوا ألهة أم مجرد بشر، ولكنهم أمتلكوا صفات كلا منهم، لأنه وعلى الرغم من امتلاك فوكوب كاكيتش لفك بشرى إلا أنه قد كُسِر منه عندما قذفه الشباب بالحجارة عند تناوله الفاكهة من أعلى الشجرة.
كان يتصرف وكأنه سيد عظيم، ولكن فقط ثرواته هي ما كانت تعطيه القوة والسيطرة لأنه عندما تم خداعه ونهب ثرواته، مات.
أغلب الظن أنه تم ذكر قصة فوكوب كاكيتش كناية عن أولئك الذين قد أغرتهم الممتلكات المادية يمكن اعتباره كعبره أو مثال، أو بشكل مبسط يمكن اعتباره مثل أبناءه، مجرد رمز لما يؤؤل إليه حال الشخص نتيجة الكبرياء المفرط.

### زيباكنا
الابن الأول لفوكوب كاكيتش، كان له القدرة على خلق الجبال والبراكين في الليل، حيث يقول النص عنه حرفيا كان يلعب الكرة مع الجبال. من المعتقد أنه كان يخطط لقتل الأربعة مائة شاب الذي قتلهم في وقت لاحق، وقد تمت هزيمته على يد هونابو وأتشبلانكي حيث دفنوه تحت الجبل والذي هو رمز كبريائه.

### كابركان
تعني باللاتينية القدمين أو الزلزال، كابركان استطاع تحريك الجبال بواسطة قدمه عن طريق اهتزاز الأرض. تم خداعه بواسطة هونابو وأتشبلانكي عند قولهم له أنه يوجد جبل عالى بل إنه أعلى من كل الجبال، حتى إنه مازال ينمو أكثر. قام الأخوان بإطعامه الطير الأبيض، الشيء الدى قلل من قوته، ثم قاموا بدفنه تحت الأرض الذي هو مصدر قوته وكبريائه.

### هونهونابو – فوكوب هونابو
هم أبناء لتشموكاني وأتشبياكوك، من الواضح أنهم توأم عظيم بالرغم من أن ذلك لم يذكر في القصة مطلقا، أغلب الظن أنهم تمتعوا بقدرات مذهلة، ولكن هذا غير واضح أيضًا لأنهم لم يقوموا بعمل أي معجزه (باستثناء جعل شجرة الأنوف تنبت وتزدهر). تم خداعهم بواسطة اسياد تشيبالبا. أنجب هونهونابو ابْنَيْن من أتشباكيالوا. وعلى ما يبدو إن كل ما كان يهم هونهونابو وفوكوب هونابو هو لعب الكره والنرد. تمت هزيمتهم في تشيبالبا في بيت الظلام والتضحية بأعضائهم باستثناء رأس هونهونابو التي تم تعليقها على شجرة في تشيبالبا، لاحقا عاد هونهونابو للحياة عن طريق رأسه بمساعدة من أبنائه.

### هونباتز – هونشوين
هم أبناء لهونهونابو واتشباكيالوا. يقال إنهما عازفا مزمار وفنانان وكاتبان وحكيمان يتمتعان بالدهاء ونحاتان وصانعا مجوهرات وحلى. كانا يحسدان ويسيئان معاملة أخويهم هونابو وأتشبلانكي، ولاحقا تم خداعهم وتحويلهم إلى قرود.
وقد ذكر في القصة أنهم تم تسميتهم كفنانين لاحقا بواسطة الآلهة.

### أتشكيك
هي ابنة لشخص يدعي كوتشوماكيك وهو سيد من أسياد مدينة تشيبالبا. أتشكيك هي عذراء غريبة ومتسرعة، حيث إنها قامت بالأقتراب من الشجرة المحرمة بواسطة أسياد تشيبالبا وتكلمت مع رأس هونهونابو المعلقة عليها. أيضًا هي بارعة وشجاعة، فقد وجدت طرقا للتحايل على الموت وصعدت إلى ارض غريبة بحثا عن والدة زوجها. وهناك، أثبتت أنها زوجة ابن جيدة لأنها فعلت المستحيل لإثبات صدقها لوالدة هونهونابو.

### هونابو – أتشبلانكي
أبناء لكلا من هونهونابو وفوكوب هونابو، هم الشخصيتان الرئيسيتان في القسم الأسطورى من البوبول فو. المميزات الرئيسية لهم: المكر والتواضع، فابالرغم من قيامهم بمعجزات عظيمة إلا أنهم لم يتباهوا بها أبدا. في الواقع، هما يستفيدان من أشياء بسيطة كالحجارة والمتسولين والفقراء في فعل أشياء عظيمة. قاما بتنفيد إرادة الألهة فقد كان لهما أتصال مباشر ومستمر معهم، وكان لديهما الرغبة في الانتقام، كما رأينا في محاولاتهم التي لم تتوقف لهزيمة أسياد تشيبالبا إلا عندما قتلوهم. هما حقا ذات طبيعة مذهلة.

### هونكامي– فوكوب كامي
السيدان الرئيسيان لمدينة تشيبالبا وهما أشرار ومخادعون. فترة حكمهم كانت مليئة بالخداع حتى لأقرب الأقربين إليهم. يسعيان لدمار هونابو وأتشبلانكي، فهما منزعجان منهما لانهم يعتبران نِدّين لهما في لعب الكرة. في الواقع، لقد قضى هذان الاثنان على عدد كبير من الناس الذي لم يكن موتهم ضرورى، ولكن ذلك كان يشعرهما بالرضا والحياة، فهم بطبيعتهم اشرار.
ولكن كل هذا أنتهي باغتيالهما بواسطة التوأم، حيث أن غرورهما وغطرستهما كانتا السبب في سقوطهم في نهاية المطاف.

### بالام كيتسي– بالام أكاب– ماهوكوتا – أكي بالام
أول من خُلِق من الرجال حيث أنهم غادروا للمدينة الأسطورية تولا، وهناك، قاموا بتقديم إله لكل منهم. باستثناء أكى بالام، فهم الأجداد للتقسيمات العظمى الثلاثة لشعب الكيتشي: كاويك ونيخاب ونيما كيتشي. يتميزون بالتواضع والطاعة لرغبات ألهتهم، وفي كثير من الأحيان يكون توهيل هو الإله الذي يطيعون، وهو إله شعب كاويك، الذي يتحدث إلى الجميع. ضمنوا تقدمهم عن الشعوب الأخرى من خلال استخدام النار التي دفعوا قلوبهم ثمنا للحصول عليها. ومن أجل هذا السبب، قاموا لاحقا باختطاف مواطنى الشعوب الأخرى للتضحية بهم من اجل ألهتهم. في نهاية الأمر ماتوا تاركين خلفهم الحزمة المقدسة لشعبهم. لقد كانوا مخلصين ومؤمنين بتحقيق رغبات ألهتهم وماتوا بسلام في نهاية المطاف.

### توهيل – أويليكس – جاكاويتز – نيكاج
توهيل هو الإله الحارس لمدينة تولا والذي تم تقديمه بواسطة بالام كيتسي، أويليكس هو الإله الخاص ببالام أكاب، جاكاويتز هو الإله الخاص بماهاكوتا، وأخيرا الإله نيكاج الخاص بأكي بالام. باستثناء توهيل، فهذه الألهة عانوا من عدم السيطرة وأختفوا لاحقا مع تطور أحداث القصة. على الرغم من وجودهم عبر التاريخ إلا أنه لم يتم ذكر أسمائهم إلا عند ذكر اسم الإله توهيل. هم ألهة انتقام، طالبوا بدماء الشعب بمثابة قربان لهم، وكان يعطيهم هذا كلا من القوة والشباب أكثر فأكثر. تم اعتبارهم كوجهة للحج بالنسبة للكيتشي وقاموا بتوجيه الكيتشي في حروبهم مع الشعوب الأخرى.

### جوكوماتز – كوتجا
هم حكام لشعب الكيتشي وحكموا جنبا إلى جنب. وفقا للنص، الحاكم جوكوماتز ينتمي للجيل الرابع من نسل شخص معروف أيضًا بأسم جوكوماتز. هو شخص رائع يستطيع أن يتخد من الثعبان والنسر والفهد هيئة له وهو ذو دم نقى. كان هو من بدأ فترة التوسع بالنسبة لشعب الكيتشي.

### كيكاب – كاويساماج
فرضوا حكم الكيتشي بغزوهم للشعوب المجاورة. قاموا بفرض حكمهم وصولا لأرض شعب المام أيضا. فرضوا ضرائب على الشعوب الواقعة تحت سيطرتهم وقاموا بقمع كل من رفض التوسع بقوة. قاموا بتجريف المدن وقضوا على أنساب كاملة ؛ قاموا بتأمين الشعوب التي أحتلوها حتى يتأكدوا أنها لا يمكن أستردادها ثانية. كانوا محاربين عظماء ووحدوا الكيتشي تحت راية واحدة.

## الأجزاء المكونة للكتاب

### خلق العالم والمحاولات الأولى لخلق الإنسان
يتناول البوبول فو من أول عدم وجود أي شيء حتى قرر الخالق والصانع خلق الحياة. كانت نيته أن يقوم بإبداع خاص لشيء يتكلم ويشكره على الحياة التي أعطاها له. أولا، قاموا بصنع الأرض ثم الحيوانات وأخيرا البشر. أول محاولة لخلق البشر كانت من الطين، ولكن فشلت المحاولة، فقام الخالق والصانع بمحاولة أخرى فصنعهم من الخشب؛ ومرة واحده تم تشكيل عدد من الأسُر، ولكن سرعان ما أدرك الخالق والصانع أن مخلوقاته تفتقر للحكمة ويعانوا من نقص المشاعر والذكاء.

### عملية الخلق من وجهة نظر البوبول فو
تروي القصة كيف كان كل شيء في هدوء، بدون حركة، في صمت مجرد مساحة فارغة وواسعة من السماء.
هذه هي القصة الأولى، الدرس الأول. لم يكن هناك ولا حيوان ولا طيور وأسماك وسرطان بحر ولا أشجار وكهوف وأحجار وأعشاب ولا غابات، لم يكن هناك سوى السماء. لم يكن وجه الأرض قد ظهر بعد، لم يكن هناك سوى البحر بهدوئه والسماء بصفائها، لم يكن هناك شيء يصنع الضوضاء، أو حركة أو ارتعاش. لم يكن هناك شيء قائما بعد. فقط مياه هادئه وبحر هادئ، وحده وهدوء. لم يكن هناك شيء في الوجود، كان هناك فقط الجمود والصمت الموجود في الظلام في الليل. فقط الصانع والخالق تيبو وجوكوماتز، الأسلاف؛ موجودون في الماء محاطين بالفراغ والوضوح التام للأفق، يغطيهم الريش الأخضر والأزرق.
ومن هنا وصلت الكلمة، تحدثوا فيما بينهم وتناقشوا وتداولوا، أتحدت أفكارهم وكلمتهم. وفي حين التأمل قرروا وبشكل واضح عند ظهور الفجر أنهم سوف يقومون بعملية الخلق. عزموا على إنشاء الأشجار والأدغال وخلق الحياة وأيضا الإنسان. وهكذا، تم الترتيب لذلك في الظلمة والليل من قلب السماء، وقاموا بدعوة قلب السماء.
الأول يدعى هوراكان والثانى تشيبى كاكولها والثالث راكزا كاكولها. هؤلاء الثلاثة هم قلب السماء. وقد لبوا نداء تيبو وجوكوماتز ثم تباحثوا حول الحياة والنور، وما سيتم القيام به من أجل عملية الضوء والفجر، والذي سيكون من شأنه توفير الغذاء والقوت لباقى الكائنات.
تبادرت إلى أذهانهم أسئلة كثيرة منها كيفية ملء الفراغ وإخلاء الفضاء والسماح للماء بالأنحسار وشروق الشمس على الأرض ولكنهم علموا جيدا أنه لا يوجد عظمة ولا مجد ولا معنى لخلقهم الحياة بدون خلق الإنسان.
بعد ذلك تم خلق الأرض بمجرد صدور الأمر بذلك. مثل الضباب، مثل سحابة الغبار، كان الخلق. حينها ظهرت الجبال من وسط الماء، وفورا نمت الجبال بمعجزة مثل السحر تم تشكيل الجبال والوديان، وظهر معها الزرع والصنوبر على الفور في المنطقة.
وهكذا شعر جوكوماتز بسعادة غامرة قائلا:«لقد كان من الجيد حضوركم ! موجها كلامه لقلب السماء». فأجابوه: إذا كان لدينا عمل بين أيدينا فيجب الانتهاء منه؛ أولا شكلوا الأرض والجبال والوديان، ثم قسموا الجداول، جعلوا الأنهار تجرى بحرية بين التلال، فصلوا المياه عندما ظهرت الجبال العالية. هكذا كان تشكيل الأرض بواسطة قلب السماء وقلب الأرض، هكذا كانوا يدعون عندما كانت السماء في هدوئها وعندما كانت المياه تغمر الأرض. وبهذه الطريقة تم إتقان العمل بعد تأمل وتفكير في نهاية سعيدة.
لاحقا، قاموا بخلق حيوانات الجبال الصغيرة وحراس الغابات وعفاريت الجبال والغزلان والطيور ثم الأسود والنمور والأفاعى والثعابين.
بعدها قام الأسلاف بخلق العصافير والطيور وأمروها ببناء أعشاشها على فروع الأشجار وأمروا الغزلان بالمشى على أربعة أقدام وأكل الأوراق والحشائش وعلموا أنهم بهذه الطريقة سوف يتكاثرون.
وبعد الأنتهاء من عملية خلق الحيوانات بدأت تعلو أصوات مختلفة ومتنوعة، يعود كل صوت منها إلى فصيلة معينة من الحيوانات والطيور فتكون هذه هي وسيلة تواصلهم مع بعضهم البعض.
بعد هذا أخبر الأجداد أسمائهم إلى الحيوانات والطيور من أجل الدعاء لهم وذكرهم، وأخبروهم أن ينادوهم باسم الأب، الأم ولكن لم تستطع الحيوانات النطق وكل ما قاموا به هو الصراخ بأصوات غير مفهومة ففي نهاية الأمر هم لا يستطيعوا التحدث مثل بشرى عادى.
أدرك الصانع والخالق فيما بينهم أن من غير الممكن لتلك المخلوقات أن تنطق بأسمائهم وقاموا بدعوة قلب السماء (الألهة الثلاثة) وقالوا لهم أن تلك المخلوقات لا تستطيع النطق مثل البشر وأن كل فصيلة لها اللغة الخاصة بها وهي غير مفهومة أيضا. في تلك اللحظة قرروا صنع كائنات أخرى تستطيع النطق بأسمائهم وتدعوا لهم وتعبدهم. وهكذا قرروا فناء كل الحيوانات والطيور ومحوهم من على وجه الأرض. هكذا كان على الخالق والصانع القيام بمحاولة أخرى لصنع البشر ولكن هذه المرة بمجهودهم هم. قالوا أنهم مع أول أعمالهم وأول مخلوقاتهم سيقوموا بصنع سلسلة من المخلوقات التي تستطيع التحدث والنطق، سيقوموا بصنع كائنات قادرة على التعبد لهم. وهكذا صنعوا البشر.

### الألهة التوأم: هونابو وأتشبلانكي
يروى البوبول فو أيضًا مغامرات الألهة التوأم هونابو وأتشبلانكي، الذين نزلوا إلى مدينة تشيبالبا وقاموا بهزيمة سيدها أخاوب، ومن ثم تحولوا إلى الشمس والقمر. وهذا مقتطف من قصة ولادتهم: «عندما حان يوم ولادتهم، ظهر النور للشابة اتشكيك؛ ولكن الجدة لم تراهم في لحظة ولادتهم. وفي لحظة ما، خرج إلى النور صبيان  يُدعيان هونابو وأتشبلانكي. هناك في وسط الأدغال  رَأَيَا النور وخرجا إلى الحياة. لاحقا عادوا إلى المنزل ولكن لم يستطيعا النوم. فلتتركيهما في الخارج، هيا ! هكذا صرخت العجوز لأن الطفلين كانا يصرخان بشدة ويسببان الكثير من الإزعاج. وهكذا ذهبت بهم أمهم ووضعتهم في عش النمل حيث ناما عندها بسلام وهدوء. لاحقا تركوا هذا المكان وناما على بعض العظام».
ولكن ما أراداه هونباتز وهونشوين حقا لو أن أخويهم ماتا هناك على عش النمل أو على شوك العظام، كان هذا سببه الحقد والحسد الذي يشعر به هونباتز وهونشوين تجاه أخواتهم. في البداية رفضا استقبال أخواتهم الصغار في البيت؛ فهم لا يعرفانهم جيدا وهذه هي طريقة التعامل في الريف عندهم.
كان كلا من هونباتز وهونشوين موسيقيين ومطربين عظماء، فقد مروا بالعديد من الشدائد والمحن وقد أتاح هذا لهم فرص عمل عظيمة. كانوا حكماء للغاية، ومر وقت عليهم كانا يعملان فيه عازفي مزمار ومطربين ورسامين ونحاتين، كانا يعملان ويعرفان كل شيء. كان لديهما علم بولادة أخوان لهم، وعلموا أيضًا برحلة ابيهم إلى تشيبالبا وموته هناك ويعلموا أيضًا أنهم الورثة الشرعيين لأبيهم، فقد كانا شديدى الحكمة وهكذا علموا بخبر الولادة. ولكن الحسد تجاه أخواتهم أعمى الحكمة لديهم، فقد كانا يسيئان النية تجاه أخواتهم الصغار، على الرغم من أن هونابو وأتشبلانكي لم يسيئا لهما على الأطلاق.
لم يكن كل من هونابو وأتشبلانكي مهتمين سوى بقذف الحجارة طوال اليوم، لم يكونا محبوبين لدى جدتهم أو أخويهم.لم يتركوا لهم الطعام أبدًا لانه عند وضع الطعام يأكل كلا من هونباتز وهونشوين وعند وصول التوأم يكون الطعام قد نفذ؛ ومع ذلك لم يشعر التوأم بأى نوع من الغضب على الإطلاق؛ حتى عند إحضار التوأم للطعام معهم من الخارج كان هونباتز وهونشوين يستوليان عليه ولا يتركان أي شيء منه للصغار، فعلى أي حال لم يهتم هونباتز وهونشوين إلا بالغناء والعزف على المزمار.